# ТЕЦ Бельсько-Бяла
ТЕЦ Бельсько-Бяла – теплоелектроцентраль на півдні Польщі у місті Бельсько-Бяла.

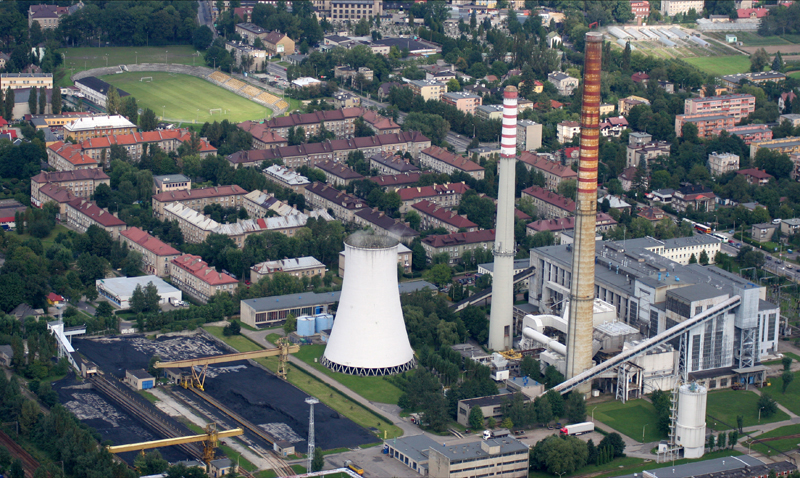
ТЕЦ у 2008 році. Видно два димарі, демонтовані у 2019-му

У 1960-му на майданчику станції ввели в експлуатацію центральну котельню з трьома котлами ОР-120 виробництва австрійської компанії Pauker та двома турбінами TUK-25 чеського Першого Бренського заводу. В 1965-му до них додали котел ОР-140 рацибузької компанії Rafako та третю турбіну, а в 1979-му став до ладу ще один котел Rafako типу ОР-230 та четверта турбіна, що довело електричну потужність станції до 99,5 МВт.
Для покриття пікових навантажень у 1973-му додали водогрійний котел Rafako WP-120 потужністю 140 МВт, після чого теплова потужність ТЕЦ досягла 535 МВт.
Станом на другу половину 2000-х загальна електрична потужність станції рахувалась як 77 МВт, при цьому продовжували працювати дві турбіни TUK-25 та одна TP-30 (останню колись постачила компанія Zamech із Ельблонгу).
В 2013-му на майданчику запустили новий енергоблок BC50, який обладнаний котлом із циркулюючим киплячим шаром Foster Wheeler CFB 219 та турбіною із протитиском Siemens потужністю 50,8 МВт. Теплова потужність цього блоку становить 106 МВт, а його загальна паливна ефективність ефективність досягає 90%. На випадок пікового попиту встановили два мазутні котли виробництва Loos потужністю по 38 МВт, а для покриття добових коливань ТЕЦ обладнали резервуаром-акумулятором з об’ємом 20 тис м3. Після запуску цих об’єктів старі потужності вивели з експлуатації.
Станція використовує вугілля, доставка якого здійснюється залізничним транспортом.
Видалення продуктів згоряння старої ТЕЦ відбувалось за допомогою двох димарів висотою 120 метрів та 160 метрів, які звели у 1960-му та 1967-му. Після введення нового блоку, котрий має власний димар, два старі демонтували у 2019-му.